# Awassa City Football Club
O Awassa City Football Club é um clube de futebol com sede em Awassa, Etiópia. A equipe compete no Campeonato Etíope de Futebol.

## História
O clube foi fundado em 1978.